# Mausoleo de la vizcondesa de Térmens
El mausoleo de la vizcondesa de Térmens es una tumba ubicada en la ciudad de Cabra, España, que alberga los restos de Carmen Giménez Flores, también conocida como la Infantona, y de sus progenitores, José Giménez y María de la Sierra Flores. Se trata de una de las obras más representativas del artista realista Mariano Benlliure, por lo que fue declarado como Bien de Interés Cultural el 23 de marzo de 2023 en la categoría de Monumento.

## Historia
Originalmente, el mausoleo se encontraba en el cementerio municipal de Cabra, ya que Carmen Giménez quiso construir un panteón-capilla en el que albergar los restos de su familia. Las obras se encargaron en marzo de 1908 al escultor valenciano Mariano Benlliure por 200.000 pesetas, posiblemente el encargo mejor pagado del artista, que en aquel momento residía en Madrid, por lo que tuvo que trasladarse a Cabra, terminando el complejo escultórico en 1914.
No obstante, tras la proyección de la Fundación Escolar Térmens en 1930 a manos de la vizcondesa, gran parte del mausoleo fue desmontado un año más tarde y fue trasladado a la sede del mismo, el colegio de educación especial Niño Jesús, inaugurado el 16 de julio de 1934. Allí ha permanecido desde entonces, bajo gestión de las Hijas de la Caridad de San Vicente de Paúl desde sus inicios. Carmen Giménez murió el 3 de enero de 1938, siendo sus restos depositados en el mausoleo junto a los de sus progenitores, tal y como especificaba en su testamento:

Tenga sepultura en el sarcófago que tiene construido en su panteón de Cabra, al lado de la iglesia de sus grupos escolares para sus niños pobres, y una vez inhumado, la llave de dicho enterramiento será entregada para su custodia a las religiosas Hijas de san Vicente de Paul, profesoras de las Escuelas Termens.
Testamento de Carmen Giménez Flores

El historiador egabrense Salvador Guzmán Moral escribió en 2003 su tesis doctoral titulada El mausoleo de la vizcondesa de Termens, de Cabra, editado por el Servicio de Publicaciones de la Universidad de Córdoba, en el que analiza en profundidad este monumento. Más adelante, en 2010, el mismo autor publicará una biografía de la aristócrata titulado La infantona. Rival de la infanta Eulalia.
En noviembre de 2018, el Ayuntamiento de Cabra declaró que tiene previsto solicitar la inclusión del mausoleo como Bien de Interés Cultural y abrirlo al público al menos una vez a la semana. Además, se procederá a la limpieza del Corazón de Jesús, a la colocación de luminarias en el monumento funerario, a la restauración de la reja artística, que también diseñó el afamado escultor, y a la consolidación del muro que rodea el inmueble.

## Descripción

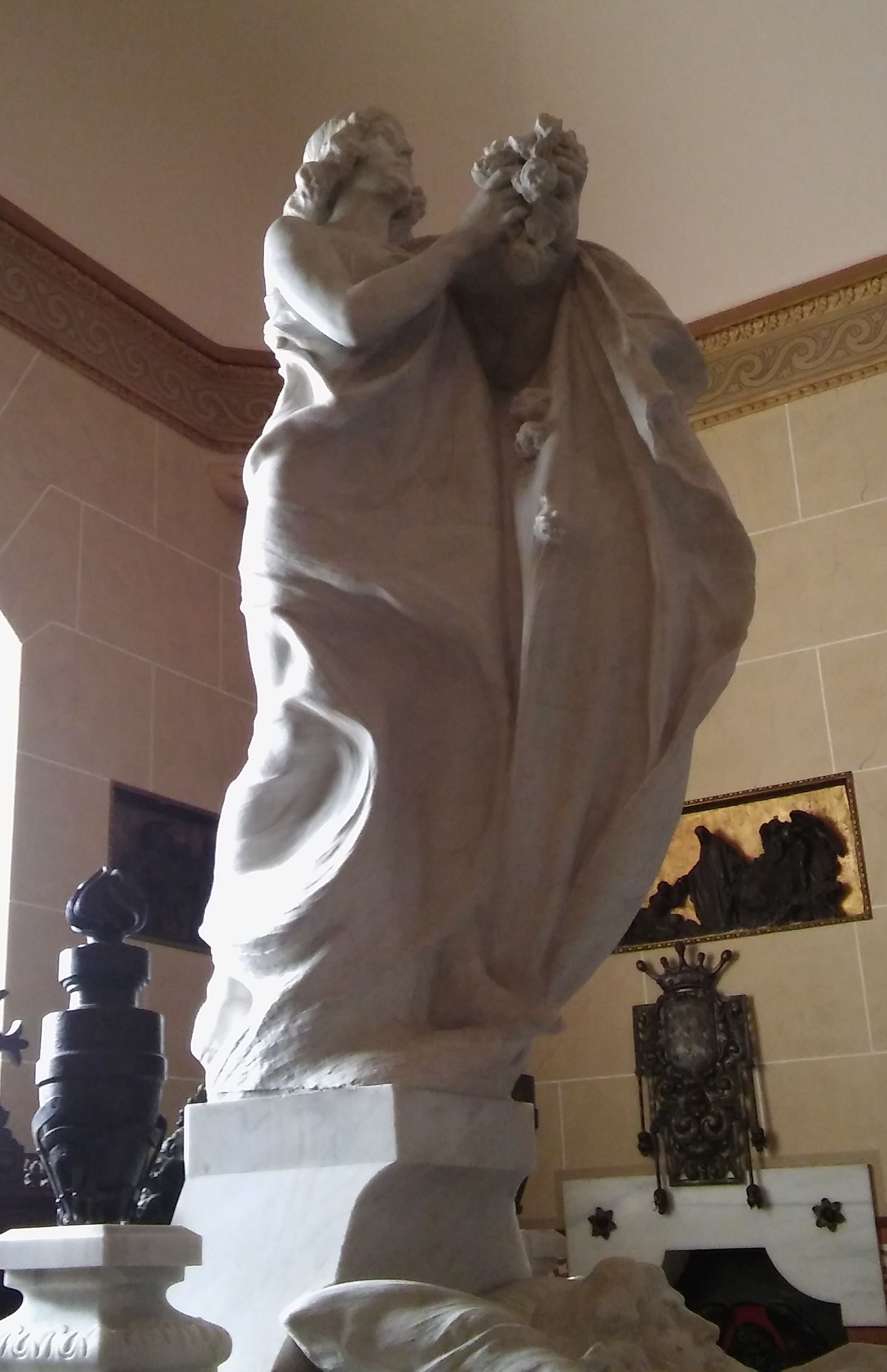
Vista central del mausoleo.

El complejo escultórico está realizado en mármol de Carrara y representa a las figuras yacentes de la vizcondesa y sus padres, José Giménez y María de la Sierra Flores, presididos por una figura femenina que esparce flores. En las paredes se encuentran las obras en bronce, también de Benlliure, de Misericordia, que anteriormente ocupaban el friso del panteón, que continúa en el cementerio municipal, y dos puertas con ángeles del mismo. En un lado, adosado a la pared, también se encuentra un altar con la figura en mármol de la Virgen del Carmen.
Los bocetos del monumento se encuentran actualmente en el Museo Benlliure de Crevillente (Alicante).